# 森永博志
森永 博志（もりなが ひろし、1950年 - 2025年4月15日）は、日本の編集者、作家。創刊当時の『POPEYE』、『月刊PLAYBOY』、『BRUTUS』で特集記事を担当していた編集者としても知られる。
編集者としての代表作は『南海の秘宝』、『小説王』、山川惣治『バーバリアン』、上村一夫『菊坂ホテル』、吉田カツ『ラウンド・ミッドナイト』、布袋寅泰CDブック『よい夢を、おやすみ。』、『PATAGONIA PRESENTS』、『森羅/TRIP TO THE UNIVERSE』など。
代表的な著書は『原宿ゴールドラッシュ』、『ドロップアウトのえらいひと』。
愛称は「マッケンジー」。

## 経歴
1950年、東京都国立市に生まれる。父親は国鉄で新幹線開発に携わるエンジニアであり、勲章を拝受している。曾祖父は日本郵船の太平洋航路の船長を務めた航海士であり、一族は1909年から1926年までニューヨークのアムステルダム通りに居住した。祖父は帰国後、五反田にアール・デコ建築のビルを建立している。
1967年に田名網敬一の作品とローリング・ストーンズの音楽に出会い衝撃を受け、家出し高円寺に行く。当時通っていた都立昭和高校を中退後、肉体労働者として職を転々としながら19歳の時に渋谷区南平台町のコミューン「アップルハウス」のメンバーとなる。その後、小暮徹に誘われヤマハの『ROCK VOICE』紙の編集を手掛けたり、アップルハウスの隣にあった広告制作会社「アド・センター」で働くようになる。元々は絵描き志望だったが、仕事にするのは2番目に好きなことという自身の信念により、文章の世界へと入っている。
本格的な編集生活に入るのは1975年頃で、久保田二郎の紹介で八曜社に入り泉谷しげるの写真集『百面相』や、吉田拓郎のつま恋コンサートの写真集、松方弘樹の『きつい一発』などを担当した。またフォーライフ・レコードが創刊した音楽雑誌『フォーライフ・マガジン』の編集長を2年ほど務める。
27歳で、NHK FM『サウンド・ストリート』のパーソナリティとなる。その後、創刊直後の『BRUTUS』で特集記事を手掛け、それを読んだ角川書店から声がかかり『スネークマンショー 核シェルターブック』の編集に携わる。その成功を受けて、後藤繁雄を誘い文芸誌『小説王』を創刊する。同誌にて荒俣宏を『帝都物語』で小説家デビューさせ、また上村一夫の作品などを掲載する。なお、雑誌創刊に当たっての角川書店側からの注文は山川惣治の復活のみだった。
36歳の時、原宿に存在したブティック「クリームソーダ」の創設者・山崎眞行の自叙伝であり、初の単行本『原宿ゴールドラッシュ』を出版。山崎と森永は盟友と言えるほど親交が深かった。
晩年はかつて志望していた絵画の創作にも着手し、個展も開催した。
2025年4月22日夜、横浜市中区伊勢佐木町の自宅にて遺体で発見された。享年75歳。死後数日が経過しており、死因は心不全。亡くなる前日までは元気に飲酒を楽しんでいたとされる。同年4月24日に東京都内の寺院にて葬儀が行われる予定で、喪主は甥の森永邦彦が務める。また墓所は、生前のパートナーで2003年に死別したスタイリストの堀切ミロの墓に入る予定とされている。これらは森永邦彦のInstagramにて公表された。その後、同月15日に心不全で死去したと判明した。

## 親族
- 前述の通り、曾祖父は日本郵船の太平洋航路の船長を務めた航海士[2]。
- 父は前述の通り、国鉄で新幹線開発に主要メンバーとして携わったエンジニアだった[2]。
- 弟は国立図書館主任[2]。
- 甥の森永邦彦はデザイナーであり、アパレルブランド「ANREALAGE」の代表を務めている[2]。
- もうひとりの甥は丸の内にあるライブレストラン「COTTON CLUB」のブッキングディレクターを務めている[2]。
- 1967年に家出して以降、数十年に渡って家族とは音信不通状態であった。甥の邦彦は「伯父がいるらしいと知ったのは20歳のころ」「僕の前に姿を現したのは失踪から30年以上がたってから」「同居する祖父と祖母は伯父のことを口にしたことはありませんでした」と述べている[3]。

## 著書
- 原宿ゴールドラッシュ : 宝が埋まっている街 青雲篇（ワニブックス、1985年）
- Popular（講談社、1985年）※吉田カツ：著、森永博志：責任編集
- ゴールドラッシュ（ワニブックス、1990年）
- よい夢を、おやすみ。（八曜社、1993年）※布袋寅泰、ハービー山口との共著。「マッケンジー森永」名義
- ドロップアウトのえらいひと（東京書籍、1995年）
- シャングリラの予言（講談社、1995年）※立川直樹との共著
- 六弦の騎士（東京書籍、1995年）※布袋寅泰との共著
- 地球の星屑（ぶんか社、1998年）
- 「快楽」都市遊泳術 : クラブシャングリラの予言（講談社、1998年（講談社+α文庫）※立川直樹との共著
- やるだけやっちまえ! : Gold rush 1969-1999（リトル・モア、1999年）
- ドラゴンヒート : 竜火は燃えつづける火（リトル・モア、1999年）※監修・テキスト
- シャングリラの予言 続（東京書籍、2002年）※立川直樹との共著
- 原宿ゴールドラッシュ : 宝が埋まっている街 青雲篇（CDC、2004年（エンジェルワークス）
- アイランド・トリップ・ノート : 島を愛する自由人たちへ（A-Works、2004年）
- レッドシューズの逆襲（主婦と生活社、2004年）※門野久志との共同監修
- ドロップアウトのえらいひと 続（東京書籍、2005年）
- 北京（東京書籍、2008年）※森永博志：著、李長鎖：写真
- 初めての中国人（マーブルトロン、2008年（Marble books）
- One plus one（A-Works、2009年）
- 幻覚より奇なり（リトルモア、2010年）※田名網敬一との共著
- ドロップアウトのえらいひと～島に渡る～（SDP、2011年）
- 自由でいるための仕事術（本の雑誌社、2012年）
- あの路地をうろついているときに夢見たことは、ほぼ叶えている（パルコエンタテインメント事業部、2015年）
- ジョニー大倉ラストシャウト! : ロックンロールの神様に愛された、ひとりの少年の物語（KADOKAWA、2015年）

## 作詞
- 武蔵野タンポポ団『雪の月光写真師』（1970年）
- 宮前ユキ『お前とナッシュビル』（作曲:森山進治、1975年12月1日）
- 柴田恭兵『ラブロマンス』（作曲:長島進、編曲:松本健・1987年4月29日、シングル「WAR」B面）
- 布袋寅泰『さよならアンディ・ウォーホル』※ハービー山口との共同作詞（作曲・編曲:布袋寅泰、1992年9月23日、アルバム『GUITARHYTHM III』収録）
- 花田裕之『Long Train』（作曲:花田裕之、1992年2月26日、アルバム『MY LIFE』収録）